# Kusowo (województwo kujawsko-pomorskie)
Kusowo – osada w Polsce, położona w województwie kujawsko-pomorskim, w powiecie bydgoskim, w gminie Dobrcz przy drodze krajowej nr 5 (E261).

## Podział administracyjny
W latach 1975–1998 miejscowość administracyjnie należała do województwa bydgoskiego.

## Historia
Pierwsze wzmianki o majątku Kusowo pochodzą z 1860 r., kiedy to właścicielem był Franke, mieszkający w Bydgoszczy (w źródłach brak imienia). Do niego należał też folwark Gądecz. W 1880 r. majątek liczył 1604 morgi rozliczeniowe (około 898 ha) i miał 167 mieszkańców (43 protestantów i 124 katolików). W 1899 r. właścicielem Kusowa był Schultz, a w 1907 r. jego syn - Bruno. Majątek pozostawał w rękach rodziny Schultz do końca I wojny światowej. W okresie międzywojennym właścicielem majątku był Józef Żychliński z Uzarzewa koło Poznania, a dzierżawcą folwarku był Gustaw Wodziński. Folwark zatrudniał około 50-70 robotników. W majątku prowadzono uprawę pszenicy, jęczmienia, ziemniaków i buraków cukrowych oraz chów koni i bydła mlecznego. Poważne dochody przynosiła gorzelnia.

## Współczesność
Po 1945 r. w Kusowie utworzono Państwowe Gospodarstwo Rolne (PGR). Natomiast w latach 90. XX wieku zostały tutaj utworzone biura Agencji Nieruchomości Rolnych i mieszkania.

## Pomniki przyrody
We wsi znajduje się 5 pomników przyrody w parku dworskim:
| Nr | Nazwa                               | Sztuk | Obwód      | Zdjęcie |
| 1. | Lipa drobnolistna trójwierzchołkowa | 1     | 423 cm     |         |
| 2. | Klon zwyczajny                      | 1     | 339 cm     |         |
| 3. | Cis pospolity                       | 2     | 105, 90 cm |         |
| 4. | Grab zwyczajny                      | 1     | 200 cm     |         |